# Trung Bộ

Miền Trung
Nördlich-zentraler Landesteil
Südlich-zentraler Landesteil
Zentrales Hochland

Als Trung Bộ bzw. miền Trung wird der mittlere Landesteil Vietnams bezeichnet.
Trung Bộ besteht aus drei Regionen, die in 18 Provinzen (tỉnh) und eine zentralregierungsunmittelbare Stadt (thành phố trực thuộc trung ương) unterteilt sind:
| Region                                  | Provinzen / Städte                                                             | Fläche (km²) | Bevölkerung (2015) | Bevölkerungsdichte (Personen/ km²) |
| --------------------------------------- | ------------------------------------------------------------------------------ | ------------ | ------------------ | ---------------------------------- |
| Nördlich-zentrale Region (Bắc Trung Bộ) | Hà Tĩnh Nghệ An Quảng Bình Quảng Trị Thanh Hóa Huế                             | 51,455.60    | 10,472,900         | 203.53                             |
| Südlich-zentrale Region (Nam Trung Bộ)  | Bình Định Bình Thuận Đà Nẵng Khánh Hòa Ninh Thuận Phú Yên Quảng Nam Quảng Ngãi | 44,376.80    | 9,185,000          | 206.98                             |
| Zentrales Hochland (Tây Nguyên)         | Đắk Lắk Đắk Nông Gia Lai Kon Tum Lâm Đồng                                      | 54,641.00    | 5,607,900          | 102.63                             |